# Telewizja Polska

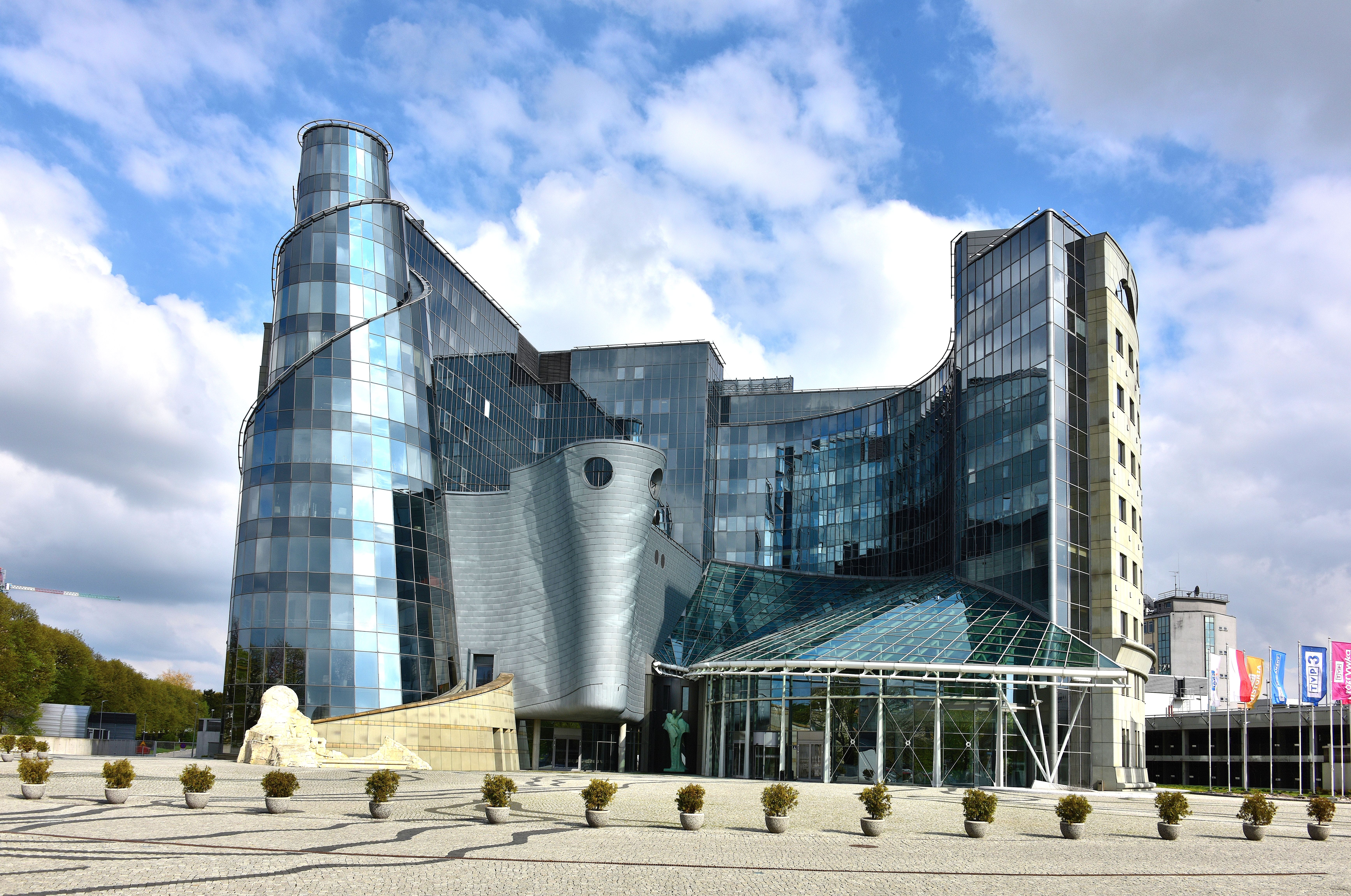
TVP-Zentrale in Warschau

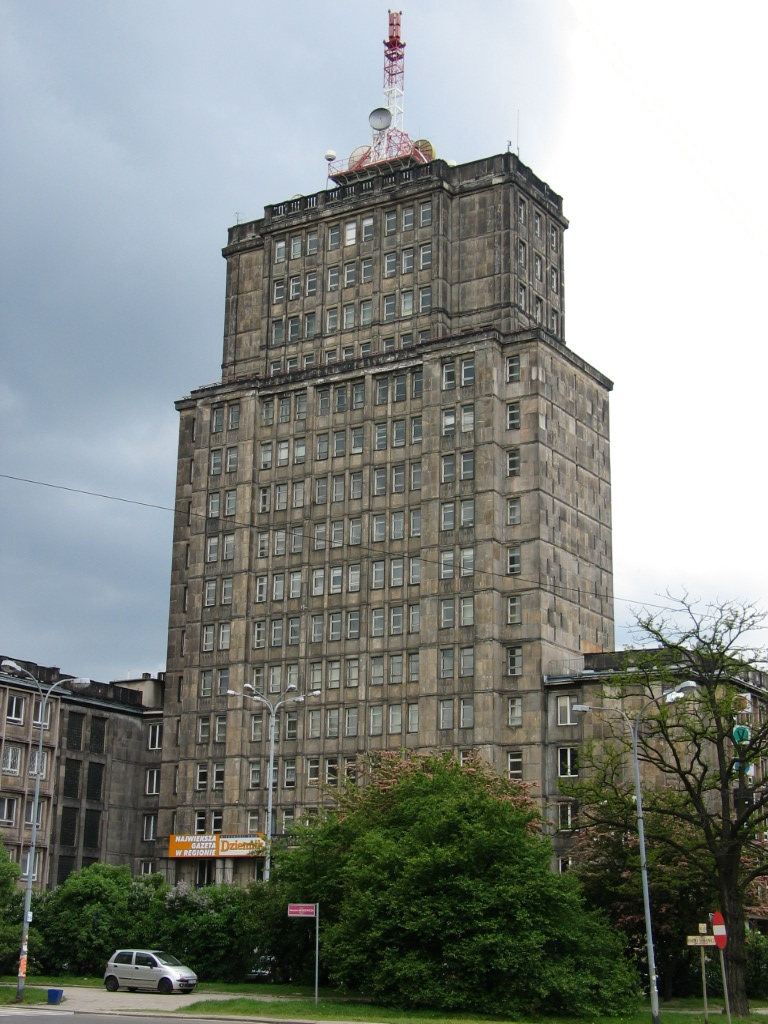
TVP-Funkhaus in Łódź

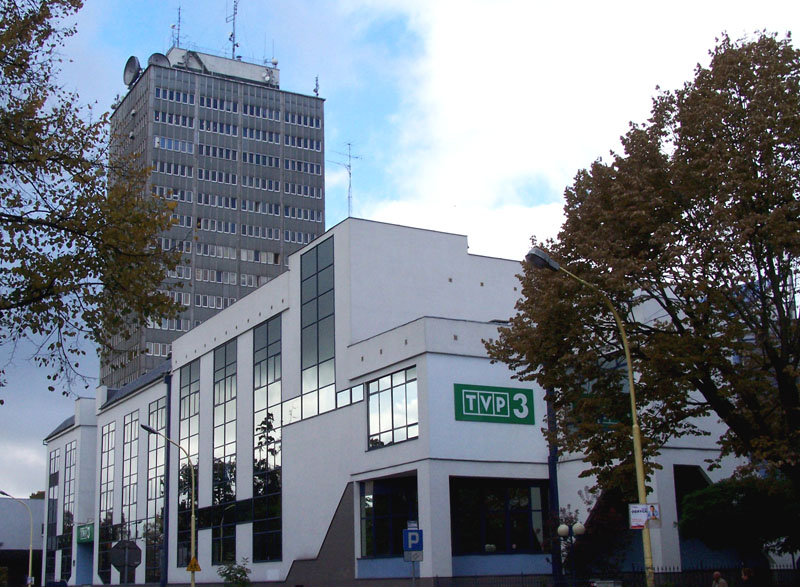
TVP-Funkhaus in Stettin

TVP-Senderfamilie 2007

Die Telewizja Polska S.A. (TVP; deutsch: „Polnisches Fernsehen AG“) ist das öffentlich-rechtliche Fernsehen in Polen.
Die TVP sendet seit 1952 und war bis in die 1990er-Jahre der einzige Fernsehbetreiber in Polen. Seit der Medienreform der polnischen Regierung 2016 steht TVP unter der Aufsicht des Rates Nationaler Medien. Intendant ist Tomasz Sygut.

## Geschichte
Die ersten Arbeiten für ein Fernsehprogramm in Polen begannen 1935, beteiligt war u. a. Polskie Radio. 1937 startete das Testprogramm des Senders zum ersten Mal. Durch den Zweiten Weltkrieg wurden die Arbeiten unterbrochen und 1947 wieder aufgenommen.
Am 25. Oktober 1952 startete erneut ein Fernsehprogramm, zunächst nur in Warschau empfangbar, das heutige TVP1. Am 3. Dezember 1957 startete Telewizja Katowice (heute: TVP3 Katowice) für Südpolen. Danach kamen nach und nach weitere 16 regionale Sender hinzu.
Am 2. Oktober 1970 nahm das zweite landesweite Programm TVP2 den Sendebetrieb auf.
Bis zum 31. Dezember 1993 war die „Państwowa Jednostka Organizacyjna Polskie Radio i Telewizja“ eine eigene selbstständige Rundfunkanstalt. Polskie Radio i Telewizja (PRT) war die Dachmarke des öffentlich-rechtlichen Rundfunks Polskie Radio und des öffentlich-rechtlichen Fernsehrundfunks Telewizja Polska (TVP) in Polen. PRT war Mitglied der Europäischen Rundfunkunion (EBU) und war in 19 Gesellschaften untergliedert:
- Polskie Radio
- Telewizja Polska
- 17 regionale Radiosender

Nach der Unabhängigkeit Polens hatte Telewizja Polska das Ziel, eine „polnische BBC“ (Emilia Smechowski) zu werden. So wurden nach dem Vorbild der Aufsichtsratsgremien in Großbritannien ein Landesrundfunkrat gegründet, der das Fernsehen kontrollieren sollte. Seit den 1990er Jahren werden die regionalen Programme unter dem Namen TVP3 (seit 2007 TVP Info) zusammengefasst, der seit 2016 wieder sendet. 1992 folgte der Auslandskanal TVP Polonia und am 24. April 2005 der Kulturkanal TVP Kultura. Von 1997 bis 1998 wurde von TVP der Musikkanal Tylko Muzyka (dt. Nur Musik) betrieben. 
Das Farbfernsehen wurde am 16. März 1971 gemäß der Fernsehnorm SECAM eingeführt. Die Umstellung von SECAM auf PAL erfolgte 1995.
1996 begann TVP eine Zusammenarbeit mit Arte, zum 1. Januar 2001 trat ein Assoziierungsvertrag in Kraft. Dieser sah u. a. vor, dass TVP 2001 insgesamt 25 und ab 2002 35 Stunden Arte-Programm liefert. Arte erhielt im Gegenzug Unterstützung beim Zugang zum polnischen Kabelnetz.

### Reform 2016
In Anwendung des am 8. Januar 2016 in Kraft getretenen, im In- und Ausland umstrittenen Umbaus der öffentlich-rechtlichen Medien ernannte Schatzminister Dawid Jackiewicz noch am selben Tag Jacek Kurski zum neuen Direktor des Senders. Arte setzte im Januar 2016 seine Kooperation mit TVP vorläufig aus, da es die fehlende Unabhängigkeit von TVP befürchtet. Nach einem weiteren Mediengesetz übernimmt nun der Rat Nationaler Medien die Kompetenzen des Schatzministers. Im Oktober 2017 begründete Kurski die Regierungsnähe des Senders damit, TVP müsse ein „Gegengewicht“ zu regierungskritischen Sendern bilden. Im Volksmund wird die Rundfunkanstalt aufgrund ihrer zunehmenden Parteinähe seitdem auch TVPis genannt. In der Folge kam es u. a. zu Beiträgen des Senders, die als Hetzbotschaften gerichtlich als „rassistisch“ und „fremdenfeindlich“ verurteilt wurden und zu öffentlichen Boykottaufrufen führten („Ich schaue TVPiS nicht“).

### Entlassung der Führung 2023
Am 13. Dezember 2023 trat das Kabinett Tusk III unter Führung von Donald Tusk die Regierung an. Am 20. Dezember 2023 entließ sie die gesamte Führung des Senders. Dies geschah im Kontext der kurz zuvor verabschiedeten „Resolution zur Wiederherstellung der Unparteilichkeit“, die die Unparteilichkeit aller polnischer öffentlich-rechtlicher Medien wiederherstellen soll.

## Programme
| Name                   | Logo | Auflösung | DVB-T (Polen), Internet | Marktanteile (%) (2018) | Kategorie                                           |
| ---------------------- | ---- | --------- | ----------------------- | ----------------------- | --------------------------------------------------- |
| AKTUELL                |      |           |                         |                         |                                                     |
| TVP1                   |      | HD        | Ja                      | 8,79                    | Vollprogramm                                        |
| TVP2                   |      | HD        | Ja                      | 8,34                    | Vollprogramm                                        |
| TVP3                   |      | HD        | Ja                      | 8,23                    | Regionalprogramm                                    |
| TVP Polonia            |      | HD        | Ja, Internet            | 1,66                    | Auslands- und Vollprogramm                          |
| TVP HD                 |      | HD        | Nein                    | 1,24                    | Vollprogramm                                        |
| TVP Info               |      | HD        | Ja, Internet            | 3,44                    | Nachrichten                                         |
| TVP Kultura            |      | HD        | Ja                      | 1,45                    | Kultur                                              |
| TVP Sport              |      | HD        | Ja                      | 1,90                    | Sport                                               |
| TVP Historia           |      | SD        | Ja                      | 1,45                    | Geschichte                                          |
| TVP Rozrywka           |      | HD        | Ja                      | 1,06/0,12               | Unterhaltung                                        |
| TVP Seriale            |      | HD        | Ja                      | 1,45                    | Serien                                              |
| TVP Wilno              |      | HD        | Ja                      | Wilno                   | Regionalprogramm                                    |
| TVP ABC                |      | HD        | Ja                      | 1,43                    | Kinder                                              |
| TVP Parlament          |      | HD        | Internet                | 0,66                    | Parlament, Nachrichten                              |
| Belsat                 |      | HD        | Nein                    | 1,10                    | Auslandsprogramm (belarussisch)                     |
| TVP World              |      | HD        | Ja                      |                         | Auslandsprogramm (englisch)                         |
| Jasna Góra TV          |      | SD        | Internet                |                         | Religiös                                            |
| TVP ABC 2              |      | SD        | Internet                |                         | Kinderfernsehen                                     |
| TVP Dokument           |      | HD        | Ja                      |                         | Dokus                                               |
| TVP Historia 2         |      | SD        | Internet                |                         | Schwesterprogramm von TVP Historia                  |
| TVP Kultura 2          |      | SD        | Internet                |                         | Schwesterprogramm von TVP Kultura                   |
| Alfa TVP               |      | HD        | Ja                      |                         | Kinder- und Jugendprogramm für die Generation Alpha |
| TVP 4K                 |      | 4K        | Ja                      |                         | Premium                                             |
| TVP Kobieta            |      | HD        | Ja                      |                         | Frauenthemen                                        |
| TVP Nauka              |      | HD        | Ja                      |                         | Wissenschaftsthemen                                 |
| Geplante Kanäle        |      |           |                         |                         |                                                     |
| TVP Wiedza             |      | HD        | Nein                    |                         | Wissen und Forschung                                |
| Eingestellte Programme |      |           |                         |                         |                                                     |
| Poland In              |      | SD        | Internet                | 0,67                    | Auslandsprogramm (englisch)                         |
| Tylko Muzyka           |      | SD        | Nein                    |                         | Musik                                               |
| TVP Regionalna         |      | SD        | Ja                      |                         | Regionalprogramm                                    |
| TVP eSzkoła            |      | SD        | Internet                |                         | Ausbildung                                          |
| TVP3 (2002–2007)       |      | SD        | Ja                      |                         | Regionalprogramm                                    |
| TVP Żagle              |      | SD        | Internet                |                         | Hybridkanal                                         |
| TVP Bieszczady         |      | SD        | Internet                |                         | Hybridkanal                                         |

Ein nur für die Fußball-Weltmeisterschaft 2018 gegründeter hochauflösender Kanal war TVP 4K. Er sendete ab 14. Juni bis 17. Juli und noch einmal vom 23. Juli bis 3. September die meisten aller Spiele mit polnischer Beteiligung über kostenpflichtige Satelliten- und IP-Plattformen von Orange und nc+.

### Beteiligungen
TVP ist u. a. an dem Sender Eurosport beteiligt. Es besteht ein Assoziierungsvertrag mit dem deutsch-französischen Sender Arte. Dieser wurde im Februar 2009 aufgrund der offen rechtsextremen Positionen des damaligen TVP-Intendanten Piotr Farfał ausgesetzt und nach Amtsantritt dessen Nachfolgers, Bogusław Szwedo, im Oktober 2009 wieder in Kraft gesetzt. Polnische Intellektuelle wie Andrzej Wajda, Agnieszka Holland hatten aus Protest gegen Farfał für den 3. Mai 2009, den polnischen Nationalfeiertag, zum Senderboykott aufgerufen.

## Einrichtungen
- Agencja Informacyjna
- Biuro Reklamy TVP
- Centrum Prasowe
- Komisja Etyki
- Ośrodek Mediów Interaktywnych
- Telegazeta
- Wydział napisów dla niesłyszących
- Ośrodek Scenografii i Budowy Dekoracji
- Redakcja Ekumeniczna
- Redakcja Programów Katolickich
- Redakcja Rolna TVP
- Redakcja Sportowa TVP

## Produktionen
Die TVP ist auch Produzent vieler (Kino-)Filme und produziert eine Vielzahl regelmäßiger Fernsehserien.

### Serien
- Klan
- M jak miłość (L wie Liebe)
- Barwy szczęścia (Farben des Glücks)
- Na dobre i na złe (Zum Guten oder zum Schlechten)
- Plebania (Das Pfarrhaus)
- Święta Wojna (Heiliger Krieg)
- Rodzinka.pl (Familie.pl)
- BarON24
- Hundeführer Walczak – Die Geschichte eines Polizeihundes
- Stawiam na Tolka Banana (Ich wette auf Tolek Banane)
- Ranczo (Die Ranch)
- Złotopolscy (Die goldenen Polen)
- Leśniczówka

### Filme
- Rejs
- Sexmission
- Tereska

### Nachrichten und Information
Die TVP-Sender strahlen täglich Nachrichtensendungen, wie u. a. aus:
- 19.30 (i9:30) (TVP1)
- Teleexpress (TVP1)
- Teleexpress Extra (TVP Info)
- Teleexpress Weekend (TVP Info)
- Panorama (TVP2) - bis 2021

Zusammen mit der ARD produziert TVP auch einige regelmäßige Magazine, die im deutschen Fernsehen ausgestrahlt werden, wie Kowalski trifft Schmidt und Beiderseits der Oder.

### Kinder
Besonders international bekannt sind die TVP-Produktionen für Kinder. Dazu gehören u. a. folgende Serien, die teilweise in Zusammenarbeit mit anderen Fernsehanstalten produziert wurden:
- Lolek und Bolek (Bolek i Lolek) (1964–1986)
- Janna (1987)
- Spellbinder – Gefangen in der Vergangenheit
- Die Mumins (1977–1982)
- Macius (2001–2002)
- Die Sonnenlanze (2001)
- Das Geheimnis des Sagala (1997)
- Hündchen Reksio
- Miś Uszatek (1975–1987)
- Przygody misia Colargola
- Mały pingwin Pik-Pok
- Porwanie Baltazara Gąbki
- Wyprawa Profesora Gąbki
- Pampalini, łowca zwierząt
- Pomysłowy Dobromir
- Pomysłowy wnuczek
- Dwa koty i pies